# Aimer à perdre la raison
Aimer à perdre la raison (en català: Estimar fins a perdre la raó) és una cançó de Jean Ferrat a partir d'un poema amb el mateix títol de Louis Aragon. Ferrat la va enregistrar per primera vegada l'abril de 1971, dins d'un àlbum LP que duu el mateix títol genèric.
El poema d'Aragon evoca l'ammor en tots els seus estats, evoca la vitalitat que l'amor aporta a la vida.
Altres intèrprets s'han fet seva la cançó: Charles Dumont, Isabelle Aubret, Jean Harduin, Les Enfoirés, Les Octaves, Martine Sarri, Natacha Ezdra, Noel Samyn, Nancy Nuñez.